# USS Kane (DD-235)
Za druga plovila z istim imenom glejte USS Kane.
USS Kane (DD-235) je bil rušilec razreda Clemson v sestavi Vojne mornarice Združenih držav Amerike.
Rušilec je bil poimenovan po Elishu Kentu Kanu.